# Konkurs (musikgrupp)
Konkurs är ett rockband från Lycksele. 
Bandet bildades 1982 av Patrik "Lulle" Lundmark (Pallin), bas, och Patrik "Puppe" Erixon, gitarr, med förstärkning av Lennart "Lennie Morot" Johansson på trummor. 1984 värvades gitarristen Peter Holmberg till bandet.
Konkurs initiala inspirationskälla var brittisk 1970-talspunk, med tidstypiska titlar som "Skenhelig & Lurad" (om frikyrklig fanatism) och "Okänd Soldat" (om krigets vanvett). Genom Peter Holmbergs anslutning till bandet skedde en musikalisk omorientering mot postpunk och new wave. "Moderna Människor" och "Under Vattnet" är tidiga alster som manifesterar denna utveckling. Till bestående musikaliska influenser kan räknas The Cure, Bauhaus, TT Reuter och Commando M Pigg.
Konkurs tidiga studioproduktioner erhöll positiva omdömen, och bandet var flitiga aktörer på den norrländska livescenen. Bandet framträdde live under perioden 1982–1989, men var de facto aktiva fram till 1995. Genom åren mönstrade Konkurs ett stort antal olika laguppställningar, dock med en kärna i form av Peter Holmberg och Patrik Lundmark (Pallin). Musikaliskt höll bandet fast vid den inriktning som tidigt stakats ut av Peter Holmberg.
Gruppen reaktiverades 2008 och släppte våren 2011 cd:n Tre Gånger Noll på det amerikanska skivbolaget Karawane Records. På cd:n medverkar ett flertal gäster, bland andra Kai Martin (Kai Martin & Stick!), Anders Karlsmark (Commando M Pigg) och Henryk Lipp.

## Medlemmar
Nuvarande medlemmar
- Matts Eriksson – sång, synthesizer (1986–1990, 2009–idag)
- Peter Holmberg – gitarr (1984–1995, 2008–idag)
- Patrik Pallin – basgitarr (1982–1995, 2008–idag)

Tidigare medlemmar
- Puppe Erixon – gitarr, sång (1982–1989)
- Lennie Johansson – trummor (1982–1988, 1989–1990)
- Per La Fontaine – trummor (1989)
- Johan Rapp – sång (1990–1991)
- Lars Filén – synthesizer, dragspel (1990–1991, 2008)
- Dan Eriksson – sång (1991–1995, 2008)
- Jan Jonsson – trummor (2008)

## Diskografi
Studioalbum
- 1984 – Konkurs (Allein in Meinem Zimmer/Skenhelig & Lurad/Falkland Islands/Säkerhet?/Sid/Människor) Egen utgivning
- 2011 – Tre Gånger Noll (Solfångaren/Glömda Simsätt/Som en Kennedy/Valentinos Ögon/Följ med mig, Norman!/Fresh Horses/Stanken av As/Stjärna 53/Chans till Dans/Tre Gånger Noll) ©2011 Karawane Records

Singlar
- 1986 – "Betraktelser" (Ökenvandring/Doggy in the Back Door) ©1986 Traxo Records